# Nouilhan
Nouilhan é uma comuna francesa na região administrativa de Occitânia, no departamento dos Altos Pirenéus. Estende-se por uma área de 4,53 km². Em 2010 a comuna tinha 211 habitantes (densidade: 46,6 hab./km²).